# Suzan DelBene
Suzan Kay DelBene (Selma, 17 febbraio 1962) è una politica statunitense, membro della Camera dei Rappresentanti per lo stato di Washington.

## Biografia
Quintogenita di un pilota di aerei, la DelBene nacque in Alabama ma si trasferì da bambina nello Stato di Washington.
Nel 1989 la DelBene venne assunta dalla Microsoft Corporation e occupò la posizione di direttore marketing fino al 1998. Durante la permanenza nell'azienda Suzan conobbe e sposò Kurt DelBene, un dirigente della società. Dopo aver lasciato il suo posto di lavoro, la DelBene venne assunta da altre aziende di informatica per poi tornare a Microsoft nel 2004.
Nel 2010 la DelBene entrò in politica con il Partito Democratico e si candidò alla Camera dei Rappresentanti contro il deputato repubblicano in carica Dave Reichert. La DelBene perse le elezioni con un margine di voto molto stretto, ma pochi giorni dopo la governatrice Christine Gregoire la nominò direttrice del dipartimento delle entrate dello Stato di Washington.
Nel 2012 la DelBene tentò nuovamente l'elezione al Congresso, candidandosi per il seggio lasciato vacante da Jay Inslee, che si era ritirato per dedicarsi alla sua campagna elettorale a governatore. La DelBene concorse sia nell'elezione speciale per determinare il candidato che avrebbe portato a termine il mandato di Inslee sia nelle elezioni generali che avrebbero eletto il deputato per il 113º Congresso. La DelBene riuscì a vincere entrambe le competizioni e approdò così alla Camera.
Di dichiarate origini italiane, fa parte della Italian American Congressional Delegation.